# LG-gruppen

LG-gruppens logotyp.

LG-gruppen är ett sydkoreanskt konglomerat som har sitt ursprung i Lak Hui Chemical Industrial Corp. som bildades år 1947. År 1952 blev Lak Hui det första sydkoreanska företag att etablera sig i plast-industrin. 1958 etablerades GoldStar Co. Ltd. som i många år tillverkade konsument-elektronik som t.ex. bilstereo-produkter. På den sydkoreanska marknaden använde man sig även av engelska ordet Lucky som liknade uttalet av "Lak Hui". År 1983 gick Lucky och Goldstar samman och bildade "Lucky Goldstar" som sedermera förkortades till LG.
I dag är LG ett av de största varumärkena inom konsumentelektronik.
I Europa är LG mest kända för sina hemelektronikprodukter som tillverkas av dotterbolaget LG Electronics.